# Аржентьер

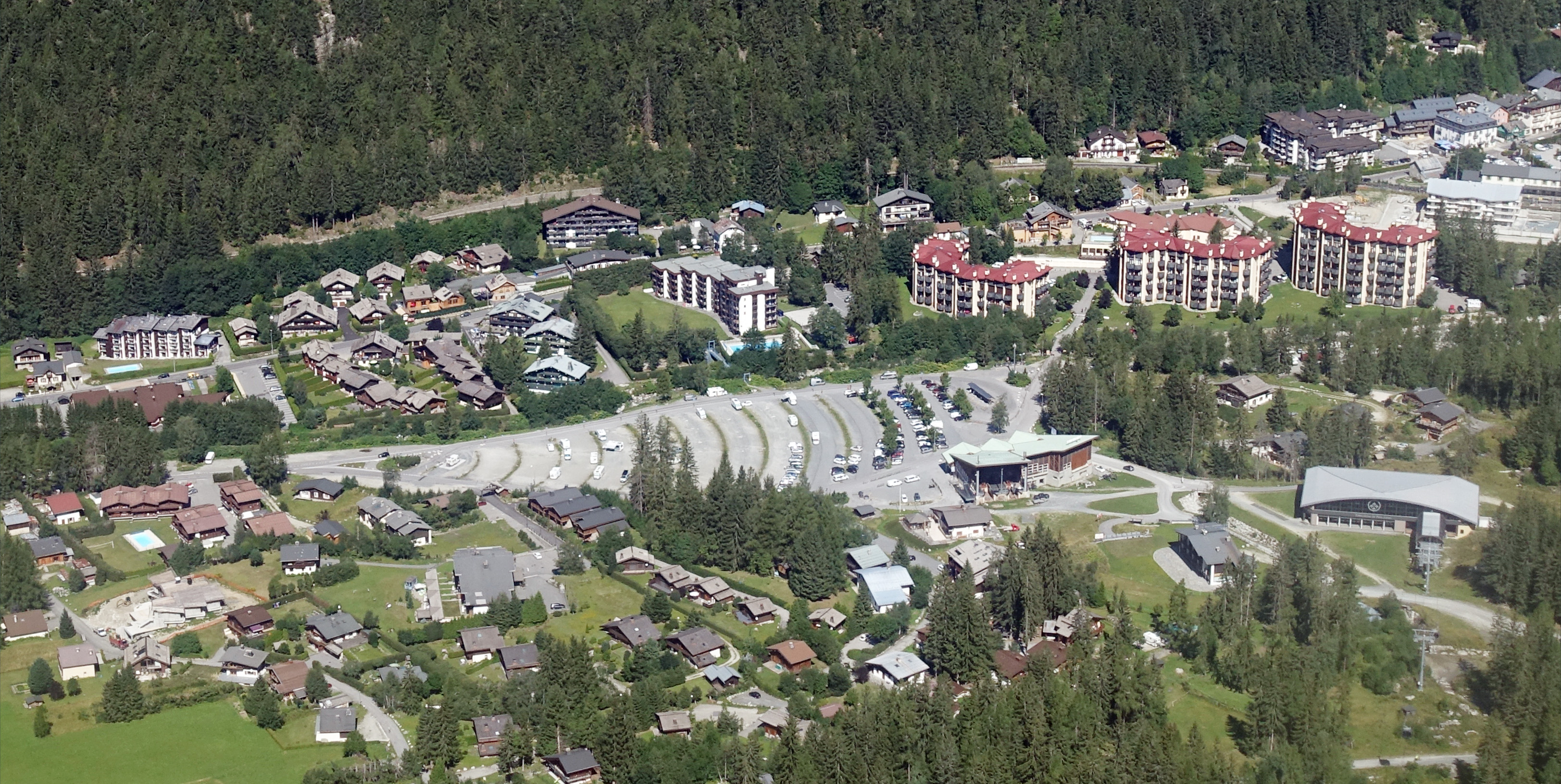
Вид на Аржентьер

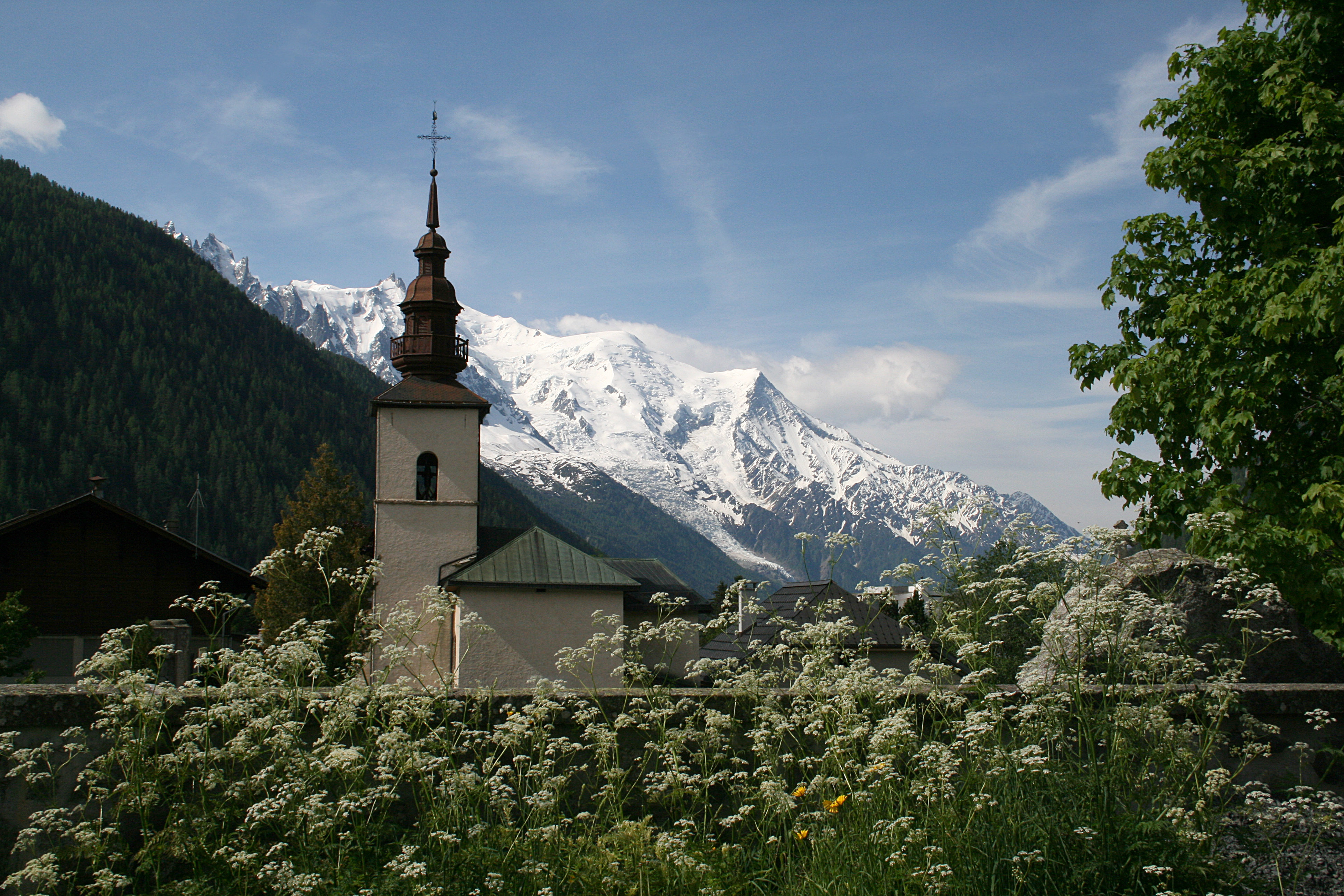
Аржентьер. Вид на Монблан

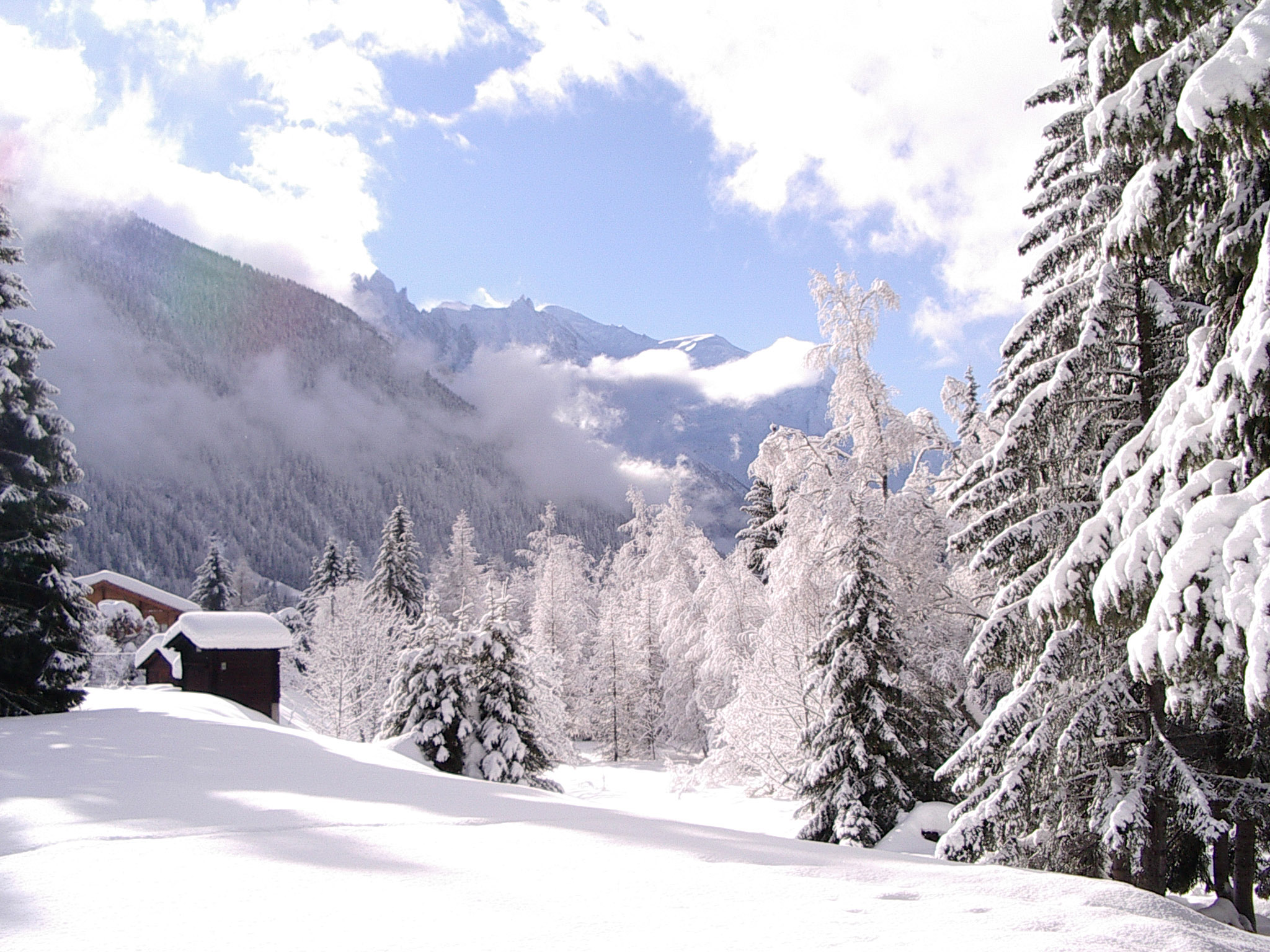

Аржентьер, иногда Аржантьер (фр. Argentière) – горнолыжный курорт, посёлок в долине Шамони, Французские Альпы, часть коммуны Шамони-Мон-Блан. Расположен на высоте 1252 м над уровнем моря .

## География
Аржентьер расположен недалеко от верхней (восточной) части долины Шамони, примерно в 7 км от города Шамони. Через Аржентьер проходит автомобильная дорога, связывающая Францию и Швейцарию. В Швейцарию можно попасть также через перевалы Коль-де-Монт и Коль-де-ля-Форклаз в долину реки Роны, кантон Вале. Через посёлок проходит также железная дорога от Санкт-Жерве через Шамони до Мартиньи, по которой курсирует Экспресс Монблан .

## Зимние виды спорта
Аржентьер является популярным местом для занятия зимними видами спорта: горные лыжи, беговые лыжи, сноуборд, ски-альпинизм, привлекая многих лыжников и сноубордистов в зимний сезон - как правило, с середины декабря до начала мая. 
В летний сезон окрестности Аржентьера являются не менее популярным местом  для занятия альпинизмом и туризмом.
Аржентьер является отправной точкой канатной дороги Гран Монте (3295 м), с верхней части которой расходятся горнолыжные трассы . Горнолыжный район славится своими крутыми склонами и требует хорощей подготовки, как на трассе, так и вне трасс. В общей сложности в зоне катания работает 1 канатная дорога (2 секции), 1 гондола, 5 подъемников.
В Аржентьере до сих пор работает отель, в котором в 1903 году останавливались Марина и Анастасия Цветаевы .